# Anna Hvoslef
Anna Hvoslef, född 1866, död 11 mars 1954, var en norsk journalist och förkämpe för kvinnors rättigheter. Hon var den första kvinnliga journalist i Norges största dagstidning Aftenposten, där hon arbetade 1897–1935. Hon arbetade främst med litteraturjournalistik, och publicerade också reseberättelser från Europa och Amerika. Hon var aktiv i ett antal pressorganisationer och var den enda kvinnliga delegat till den 2:a nordiska presskonferensen i Köpenhamn 1902. Hvoslef var ordförande i Norsk Kvinnesaksforening 1930–1935.